# Contento (1756)
El Contento (a veces conocido como Constante) fue un navío de línea de la Real Armada Española, construido en los Reales Astilleros de Guarnizo con un porte de 68 cañones nominales, repartidos en dos cubiertas. Aunque otras fuentes lo elevan hasta los 70. De acuerdo con los estándares británicos, el buque quedaba categorizado como un navío de tercera clase.

## Construcción
Fue fabricado mediante el sistema de construcción inglés de Jorge Juan, que comenzó al llegar a los Reales Astilleros de Guarnizo (Cantabria) el diseñador británico David Howell, siendo responsable (o asentista) Juan Fernández de la Isla de las obras según un contrato firmado en 1753 para la construcción de una segunda serie de cuatro navíos de 70 cañones, constituyendo la subclase Hércules de la clase Serio los navíos Hércules y Contento, más los buques Diligente y Dominante y que sufrieron retrasos en su construcción.
Fue botado en 1756, aunque otras fuentes lo adelantan a enero de 1755. Debido a acusaciones de fraude y estafa durante su periodo de construcción, fue la misma errática y llevada al azar, al igual que la de su gemelo Hércules. Aún peor suerte corrieron los navíos Diligente y Dominante (rebautizados Príncipe y Victorioso), cuya entrega se alargó hasta 1759 al embargarse los materiales de su construcción.

## Historial
El 5 de diciembre de 1756 el barco partió de Cádiz con el Hércules rumbo a Cartagena. El buque tuvo una corta vida útil y en fecha tan temprana como el 2 de diciembre de 1760 fue eliminado de la lista de registro naval por su mal estado de conservación, siendo finalmente desguazado el 6 de octubre de 1761, sin llegar a destacar en ningún hecho reseñable.
El historial de este buque varía en gran medida según las fuentes consultadas, pues según otros autores aún se hallaría en la bahía de Cádiz en junio de 1762, realizando un viaje a Veracruz en 1764. Según esta versión recaló en la costa de Luisiana en 1766, donde se le dio por perdido, siendo su capitán el capitán de navío D. Julián Antonio de Urcullu.